# Old Firm

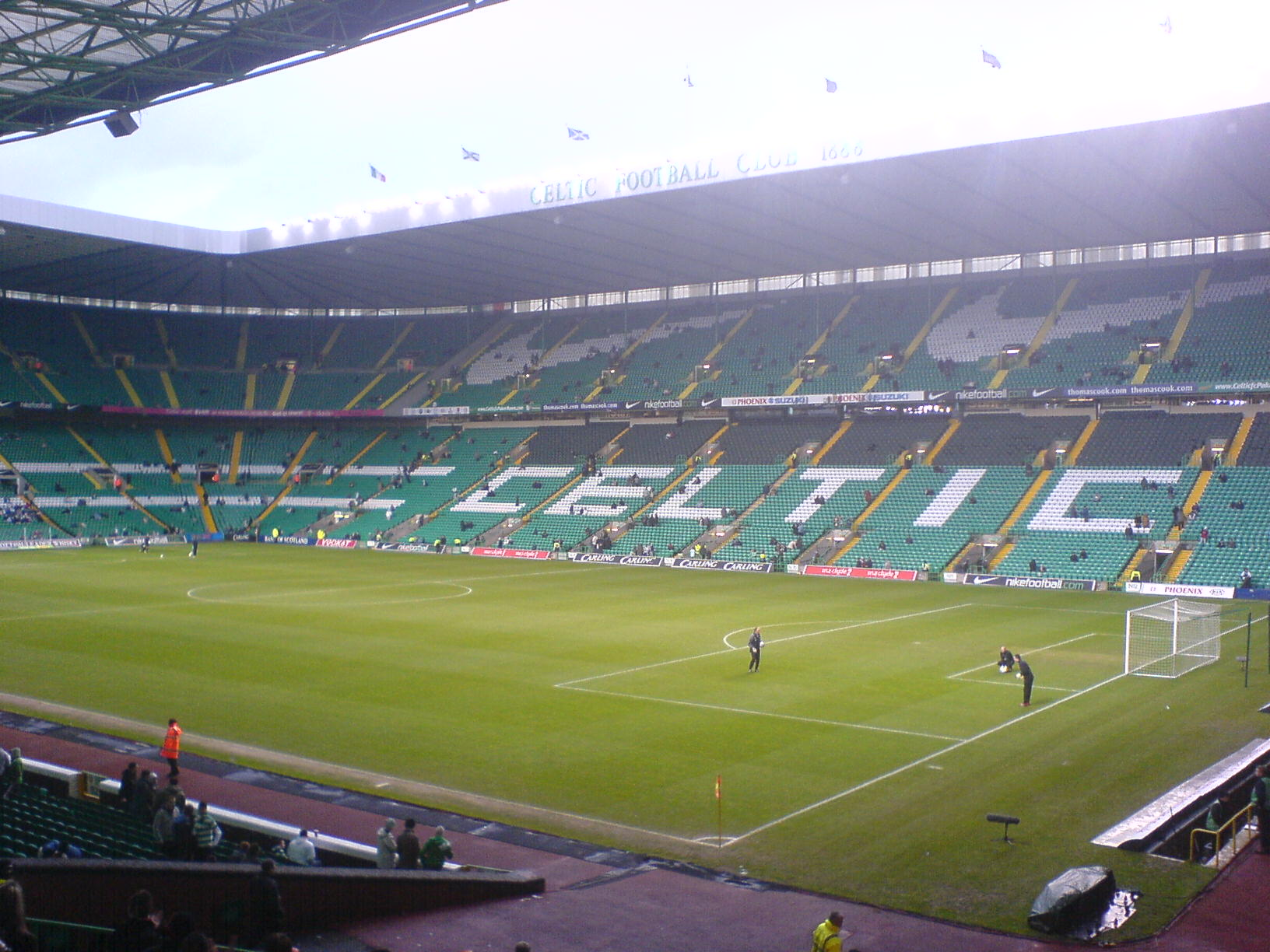
Das Stadion der Celts ist der Celtic Park.

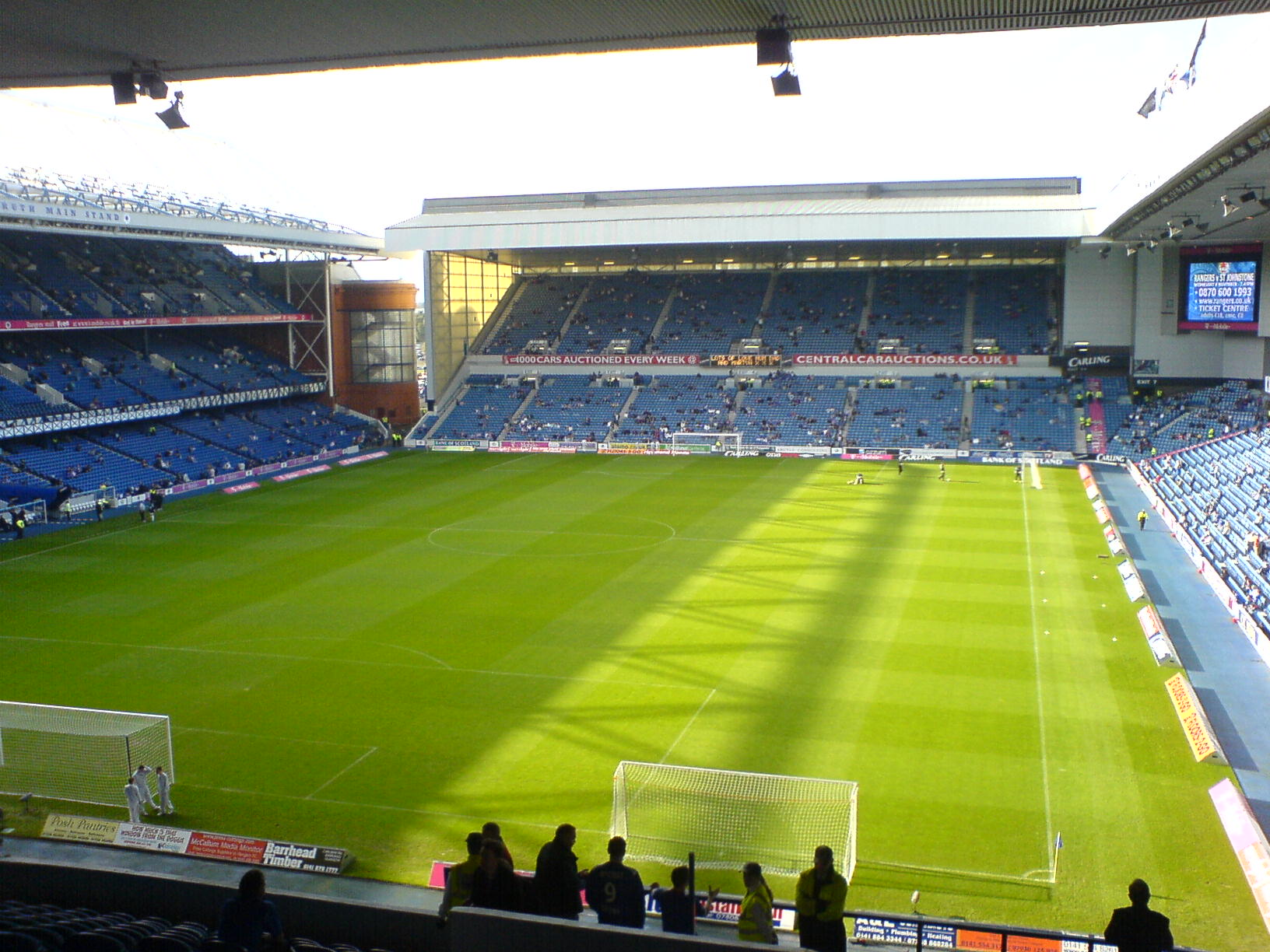
Das Stadion der Rangers ist das Ibrox Stadium.

The Old Firm (deutsch Das Alte Beständige, kurz Old Firm) ist die Rivalität und insbesondere das Stadtderby zwischen den schottischen Fußballclubs Celtic Glasgow und Glasgow Rangers.

## Geschichte
Besondere Brisanz entsteht nicht nur dadurch, dass beide Teams in Glasgow beheimatet sind, sondern auch durch eine religiöse und historische Komponente. Die Rangers gelten als der Club der Protestanten und Unionisten in der Stadt, Celtic als der katholisch geprägte Verein irischer Einwanderer.
Das Old Firm ist das am häufigsten ausgetragene Derby Europas und gilt als eines der ältesten der Welt. Von den bisherigen 446 Begegnungen gewann Celtic 170, die Rangers fuhren 171 Siege ein, und 105 Spiele endeten unentschieden. (Stand 4. Mai 2025)
Der Begriff Old Firm leitet sich weniger von der strengen Rivalität her, sondern entstammt der Tatsache, dass diese beiden Vereine den Fußball in Schottland nicht nur sportlich, sondern vor allem finanziell dominieren. Beide Clubs haben zusammen mehr Anhänger als alle anderen Vereine Schottlands: Sogar in den nächsten größeren Städten Edinburgh und Dundee finden sich mehr Fans der beiden Glasgower Mannschaften als der einheimischen Teams.
Da die Einnahmen aus Fernsehverträgen in England um ein Vielfaches höher sind, als dies in Schottland der Fall ist, haben in der Vergangenheit beide Vereine versucht, die schottischen Ligen zu verlassen und in das englische Ligasystem zu gelangen. Dies ist in Großbritannien jedoch nur möglich, wenn die beteiligten Landesverbände, in diesem Fall die Scottish FA und die FA, sowie die UEFA zustimmen. Dies ist bisher nicht geschehen und auch in näherer Zukunft nicht vorgesehen, da der schottische Verband seine größten Zugpferde verlieren und die heimische Liga erheblich an Attraktivität einbüßen würde.
2011 erließ das schottische Parlament ein Gesetz, welches das Singen von sektiererischen oder beleidigenden Liedern verbietet. Fans beider Lager wurde ab dem 1. März 2011 verboten, Gesänge oder Lieder dieser Art öffentlich wiederzugeben. Die neue Regelung soll dem gegenseitigen Hass der rivalisierenden Fans entgegenwirken.
Aufgrund des Zwangsabstiegs der Rangers in die vierthöchste schottische Liga zur Saison 2012/2013 kam es fast drei Jahre lang zu keinem Derby. Erst im Halbfinale des Scottish League Cup am 1. Februar 2015 kam es zum erneuten Aufeinandertreffen, dem insgesamt Vierhundertersten, das Celtic mit 2:0 gewann. Die erste Ligabegegnung der beiden Mannschaften nach dem Wiederaufstieg der Rangers gewann Celtic am 10. September 2016 deutlich mit 5:1.
Nachdem die Rangers 2012 zwangsabsteigen mussten, weigern sich seitdem große Teile der Celtic-Fans, weiterhin vom Old Firm zu sprechen, da ihrer Meinung nach die Rangers 2012 neu gegründet wurden und nichts mehr mit dem alten Verein bis vor dem Zwangsabstieg zu tun haben. Diese Sichtweise wird auch von Fans anderer Vereine in Schottland zum Teil vertreten.

## Besonderheiten
Beim Duell am 5. September 1931 stieß Celtic-Torhüter John Thomson mit Rangers-Stürmer Sam English zusammen und erlitt einen Schädelbasisbruch, an dem Thomson noch am selben Tag starb.
Am 2. Januar 1971 kam es bei einem Old Firm Derby zu der zweiten Ibrox-Katastrophe, als 66 Menschen auf einem steilen Zugang zu einer Tribüne starben.

## Statistik

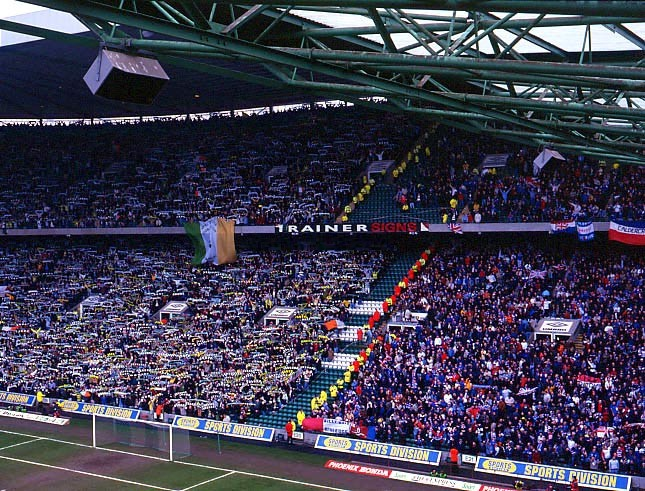
Celtic- und Rangers-Fans im Celtic Park

| Stand: 4. Mai 2025 | Celtic Glasgow | – | Glasgow Rangers |
| ------------------ | -------------- | - | --------------- |

| Wettbewerb | Spiele | Siege | Remis | Siege | Torverhältnis |
| --- | ------ | ----- | ----- | ----- | ------------- |
| Scottish Football League Division One Scottish Football League Premier Division Scottish Premier League Scottish Premiership | 339    | 118   | 92    | 129   | 463:479       |
| Scottish FA Cup | 55     | 27    | 10    | 18    | 82:67         |
| Scottish League Cup | 52     | 25    | 3     | 24    | 79:71         |
| Gesamt | 446    | 170   | 105   | 171   | 624:617       |

## Spiele im Ligabetrieb
| Nr.  | Saison                            | Datum          | Mannschaft 1    | Mannschaft 2    | Ergebnis | Austragungsort | Zuschauer                              |
| ---- | --------------------------------- | -------------- | --------------- | --------------- | -------- | -------------- | -------------------------------------- |
| 001. | Scottish Football League 1890/91  | 21. März 1891  | Celtic Glasgow  | Glasgow Rangers | 2:2      | Celtic Park    |                                        |
| 002. | Scottish Football League 1890/91  | 2. Mai 1891    | Glasgow Rangers | Celtic Glasgow  | 1:2      | Ibrox Park     | 010.000                                |
| 003. | Scottish Football League 1891/92  | 22. Aug. 1891  | Celtic Glasgow  | Glasgow Rangers | 3:0      | Celtic Park    | 012.000                                |
| 004. | Scottish Football League 1891/92  | 7. Mai 1892    | Glasgow Rangers | Celtic Glasgow  | 1:1      | Ibrox Park     |                                        |
| 005. | Scottish Football League 1892/93  | 24. Sep. 1892  | Glasgow Rangers | Celtic Glasgow  | 2:2      | Ibrox Park     | 012.000                                |
| 006. | Scottish Football League 1892/93  | 29. Apr. 1893  | Celtic Glasgow  | Glasgow Rangers | 3:0      | Celtic Park    |                                        |
| 007. | Scottish Division One 1893/94     | 2. Sep. 1893   | Glasgow Rangers | Celtic Glasgow  | 5:0      | Ibrox Park     | 013.000                                |
| 008. | Scottish Division One 1893/94     | 24. Feb. 1894  | Celtic Glasgow  | Glasgow Rangers | 3:2      | Celtic Park    | 008.000                                |
| 009. | Scottish Division One 1894/95     | 22. Sep. 1894  | Celtic Glasgow  | Glasgow Rangers | 5:3      | Celtic Park    | 016.000                                |
| 010. | Scottish Division One 1894/95     | 23. März 1895  | Glasgow Rangers | Celtic Glasgow  | 1:1      | Ibrox Park     |                                        |
| 011. | Scottish Division One 1895/96     | 7. Sep. 1895   | Glasgow Rangers | Celtic Glasgow  | 2:4      | Ibrox Park     | 010.000                                |
| 012. | Scottish Division One 1895/96     | 14. Dez. 1895  | Celtic Glasgow  | Glasgow Rangers | 6:2      | Celtic Park    | 025.000                                |
| 013. | Scottish Division One 1896/97     | 10. Okt. 1896  | Celtic Glasgow  | Glasgow Rangers | 1:1      | Celtic Park    |                                        |
| 014. | Scottish Division One 1896/97     | 19. Dez. 1896  | Glasgow Rangers | Celtic Glasgow  | 2:0      | Ibrox Park     |                                        |
| 015. | Scottish Division One 1897/98     | 27. Sep. 1897  | Glasgow Rangers | Celtic Glasgow  | 0:4      | Ibrox Park     | 030.000                                |
| 016. | Scottish Division One 1897/98     | 11. Apr. 1898  | Celtic Glasgow  | Glasgow Rangers | 1:1      | Celtic Park    | 015.000                                |
| 017. | Scottish Division One 1898/99     | 24. Sep. 1898  | Celtic Glasgow  | Glasgow Rangers | 0:4      | Celtic Park    | 045.000                                |
| 018. | Scottish Division One 1898/99     | 2. Jan. 1899   | Glasgow Rangers | Celtic Glasgow  | 4:1      | Ibrox Park     |                                        |
| 019. | Scottish Division One 1899/00     | 7. Okt. 1899   | Glasgow Rangers | Celtic Glasgow  | 3:3      | Ibrox Park     |                                        |
| 020. | Scottish Division One 1899/00     | 1. Jan. 1900   | Celtic Glasgow  | Glasgow Rangers | 3:2      | Celtic Park    |                                        |
| 021. | Scottish Division One 1900/01     | 6. Okt. 1900   | Celtic Glasgow  | Glasgow Rangers | 2:1      | Celtic Park    |                                        |
| 022. | Scottish Division One 1900/01     | 1. Jan. 1901   | Glasgow Rangers | Celtic Glasgow  | 2:1      | Ibrox Park     |                                        |
| 023. | Scottish Division One 1901/02     | 5. Okt. 1901   | Glasgow Rangers | Celtic Glasgow  | 2:2      | Ibrox Park     |                                        |
| 024. | Scottish Division One 1901/02     | 1. Jan. 1902   | Celtic Glasgow  | Glasgow Rangers | 2:4      | Celtic Park    | 040.000                                |
| 025. | Scottish Division One 1902/03     | 18. Okt. 1902  | Celtic Glasgow  | Glasgow Rangers | 1:1      | Celtic Park    |                                        |
| 026. | Scottish Division One 1902/03     | 1. Jan. 1903   | Glasgow Rangers | Celtic Glasgow  | 3:3      | Ibrox Park     |                                        |
| 027. | Scottish Division One 1903/04     | 17. Okt. 1903  | Glasgow Rangers | Celtic Glasgow  | 0:0      | Ibrox Park     |                                        |
| 028. | Scottish Division One 1903/04     | 1. Jan. 1904   | Celtic Glasgow  | Glasgow Rangers | 2:2      | Celtic Park    |                                        |
| 029. | Scottish Division One 1904/05     | 15. Okt. 1904  | Celtic Glasgow  | Glasgow Rangers | 2:2      | Celtic Park    |                                        |
| 030. | Scottish Division One 1904/05     | 18. Feb. 1905  | Glasgow Rangers | Celtic Glasgow  | 1:4      | Ibrox Park     |                                        |
| 031. | Scottish Division One 1904/05     | 6. Mai 1905    | Celtic Glasgow  | Glasgow Rangers | 2:1      | Hampden Park   |                                        |
| 032. | Scottish Division One 1905/06     | 21. Okt. 1905  | Glasgow Rangers | Celtic Glasgow  | 3:2      | Ibrox Park     |                                        |
| 033. | Scottish Division One 1905/06     | 1. Jan. 1906   | Celtic Glasgow  | Glasgow Rangers | 1:0      | Celtic Park    |                                        |
| 034. | Scottish Division One 1906/07     | 27. Okt. 1906  | Celtic Glasgow  | Glasgow Rangers | 2:1      | Celtic Park    |                                        |
| 035. | Scottish Division One 1906/07     | 1. Jan. 1907   | Glasgow Rangers | Celtic Glasgow  | 2:1      | Ibrox Park     |                                        |
| 036. | Scottish Division One 1907/08     | 1. Jan. 1908   | Celtic Glasgow  | Glasgow Rangers | 2:1      | Celtic Park    |                                        |
| 037. | Scottish Division One 1907/08     | 25. Apr. 1908  | Glasgow Rangers | Celtic Glasgow  | 0:1      | Ibrox Park     |                                        |
| 038. | Scottish Division One 1908/09     | 1. Jan. 1909   | Glasgow Rangers | Celtic Glasgow  | 1:3      | Ibrox Park     |                                        |
| 039. | Scottish Division One 1908/09     | 13. März 1909  | Celtic Glasgow  | Glasgow Rangers | 2:3      | Celtic Park    |                                        |
| 040. | Scottish Division One 1909/10     | 30. Okt. 1909  | Glasgow Rangers | Celtic Glasgow  | 0:0      | Ibrox Park     |                                        |
| 041. | Scottish Division One 1909/10     | 1. Jan. 1910   | Celtic Glasgow  | Glasgow Rangers | 1:1      | Celtic Park    | 050.000                                |
| 042. | Scottish Division One 1910/11     | 29. Okt. 1910  | Celtic Glasgow  | Glasgow Rangers | 0:1      | Celtic Park    |                                        |
| 043. | Scottish Division One 1910/11     | 2. Jan. 1911   | Glasgow Rangers | Celtic Glasgow  | 1:1      | Ibrox Park     |                                        |
| 044. | Scottish Division One 1911/12     | 21. Okt. 1911  | Glasgow Rangers | Celtic Glasgow  | 3:1      | Ibrox Park     |                                        |
| 045. | Scottish Division One 1911/12     | 1. Jan. 1912   | Celtic Glasgow  | Glasgow Rangers | 3:0      | Celtic Park    |                                        |
| 046. | Scottish Division One 1912/13     | 26. Okt. 1912  | Celtic Glasgow  | Glasgow Rangers | 3:2      | Celtic Park    |                                        |
| 047. | Scottish Division One 1912/13     | 1. Jan. 1913   | Glasgow Rangers | Celtic Glasgow  | 0:1      | Ibrox Park     |                                        |
| 048. | Scottish Division One 1913/14     | 25. Okt. 1913  | Glasgow Rangers | Celtic Glasgow  | 0:2      | Ibrox Park     |                                        |
| 049. | Scottish Division One 1913/14     | 1. Jan. 1914   | Celtic Glasgow  | Glasgow Rangers | 4:0      | Celtic Park    | 075.000                                |
| 050. | Scottish Division One 1914/15     | 31. Okt. 1914  | Celtic Glasgow  | Glasgow Rangers | 2:1      | Celtic Park    | 035.000                                |
| 051. | Scottish Division One 1914/15     | 1. Jan. 1915   | Glasgow Rangers | Celtic Glasgow  | 2:1      | Ibrox Park     | 050.000                                |
| 052. | Scottish Division One 1915/16     | 30. Okt. 1915  | Glasgow Rangers | Celtic Glasgow  | 3:0      | Ibrox Park     | 045.000                                |
| 053. | Scottish Division One 1915/16     | 1. Jan. 1916   | Celtic Glasgow  | Glasgow Rangers | 2:2      | Celtic Park    | 040.000                                |
| 054. | Scottish Division One 1916/17     | 18. Okt. 1916  | Celtic Glasgow  | Glasgow Rangers | 0:0      | Celtic Park    |                                        |
| 055. | Scottish Division One 1916/17     | 1. Jan. 1917   | Glasgow Rangers | Celtic Glasgow  | 0:0      | Ibrox Park     |                                        |
| 056. | Scottish Division One 1917/18     | 20. Okt. 1917  | Glasgow Rangers | Celtic Glasgow  | 1:2      | Ibrox Park     |                                        |
| 057. | Scottish Division One 1917/18     | 1. Jan. 1918   | Celtic Glasgow  | Glasgow Rangers | 0:0      | Celtic Park    |                                        |
| 058. | Scottish Division One 1918/19     | 19. Okt. 1918  | Celtic Glasgow  | Glasgow Rangers | 0:3      | Celtic Park    |                                        |
| 059. | Scottish Division One 1918/19     | 1. Jan. 1919   | Glasgow Rangers | Celtic Glasgow  | 1:1      | Ibrox Park     |                                        |
| 060. | Scottish Division One 1919/20     | 18. Okt. 1919  | Glasgow Rangers | Celtic Glasgow  | 3:0      | Ibrox Park     | 045.000                                |
| 061. | Scottish Division One 1919/20     | 1. Jan. 1920   | Celtic Glasgow  | Glasgow Rangers | 1:1      | Celtic Park    | 070.000                                |
| 062. | Scottish Division One 1920/21     | 23. Okt. 1920  | Celtic Glasgow  | Glasgow Rangers | 1:2      | Celtic Park    | 070.000                                |
| 063. | Scottish Division One 1920/21     | 1. Jan. 1921   | Glasgow Rangers | Celtic Glasgow  | 0:2      | Ibrox Park     | 070.000                                |
| 064. | Scottish Division One 1921/22     | 22. Okt. 1921  | Glasgow Rangers | Celtic Glasgow  | 1:1      | Ibrox Park     | 040.000                                |
| 065. | Scottish Division One 1921/22     | 2. Jan. 1922   | Celtic Glasgow  | Glasgow Rangers | 0:0      | Celtic Park    | 048.000                                |
| 066. | Scottish Division One 1922/23     | 2. Okt. 1922   | Celtic Glasgow  | Glasgow Rangers | 1:3      | Celtic Park    | 040.000                                |
| 067. | Scottish Division One 1922/23     | 1. Jan. 1923   | Glasgow Rangers | Celtic Glasgow  | 2:0      | Ibrox Park     | 050.000                                |
| 068. | Scottish Division One 1923/24     | 27. Okt. 1923  | Glasgow Rangers | Celtic Glasgow  | 0:0      | Ibrox Park     | 038.000                                |
| 069. | Scottish Division One 1923/24     | 1. Jan. 1924   | Celtic Glasgow  | Glasgow Rangers | 2:2      | Celtic Park    | 050.000                                |
| 070. | Scottish Division One 1924/25     | 25. Okt. 1924  | Celtic Glasgow  | Glasgow Rangers | 0:1      | Celtic Park    |                                        |
| 071. | Scottish Division One 1924/25     | 1. Jan. 1925   | Glasgow Rangers | Celtic Glasgow  | 4:1      | Ibrox Park     |                                        |
| 072. | Scottish Division One 1925/26     | 17. Okt. 1925  | Glasgow Rangers | Celtic Glasgow  | 1:0      | Ibrox Park     |                                        |
| 073. | Scottish Division One 1925/26     | 1. Jan. 1926   | Celtic Glasgow  | Glasgow Rangers | 2:2      | Celtic Park    | 060.000                                |
| 074. | Scottish Division One 1926/27     | 1. Jan. 1927   | Glasgow Rangers | Celtic Glasgow  | 2:1      | Ibrox Park     |                                        |
| 075. | Scottish Division One 1926/27     | 18. Apr. 1927  | Celtic Glasgow  | Glasgow Rangers | 0:1      | Celtic Park    |                                        |
| 076. | Scottish Division One 1927/28     | 15. Okt. 1927  | Glasgow Rangers | Celtic Glasgow  | 1:0      | Ibrox Park     |                                        |
| 077. | Scottish Division One 1927/28     | 2. Jan. 1928   | Celtic Glasgow  | Glasgow Rangers | 1:0      | Celtic Park    |                                        |
| 078. | Scottish Division One 1928/29     | 20. Okt. 1928  | Celtic Glasgow  | Glasgow Rangers | 1:2      | Celtic Park    |                                        |
| 079. | Scottish Division One 1928/29     | 1. Jan. 1929   | Glasgow Rangers | Celtic Glasgow  | 3:0      | Ibrox Park     |                                        |
| 080. | Scottish Division One 1929/30     | 26. Okt. 1929  | Glasgow Rangers | Celtic Glasgow  | 1:0      | Ibrox Park     |                                        |
| 081. | Scottish Division One 1929/30     | 1. Jan. 1930   | Celtic Glasgow  | Glasgow Rangers | 1:2      | Celtic Park    | 040.000                                |
| 082. | Scottish Division One 1930/31     | 20. Sep. 1930  | Celtic Glasgow  | Glasgow Rangers | 2:0      | Celtic Park    | 060.000                                |
| 083. | Scottish Division One 1930/31     | 1. Jan. 1931   | Glasgow Rangers | Celtic Glasgow  | 1:0      | Ibrox Park     | 081.515                                |
| 084. | Scottish Division One 1931/32     | 5. Sep. 1931 1 | Glasgow Rangers | Celtic Glasgow  | 0:0      | Ibrox Park     | 080.000                                |
| 085. | Scottish Division One 1931/32     | 1. Jan. 1932   | Celtic Glasgow  | Glasgow Rangers | 1:2      | Celtic Park    | 055.000                                |
| 086. | Scottish Division One 1932/33     | 10. Sep. 1932  | Celtic Glasgow  | Glasgow Rangers | 1:1      | Celtic Park    | 060.000                                |
| 087. | Scottish Division One 1932/33     | 2. Jan. 1933   | Glasgow Rangers | Celtic Glasgow  | 0:0      | Ibrox Park     | 042.000                                |
| 088. | Scottish Division One 1933/34     | 9. Sep. 1933   | Glasgow Rangers | Celtic Glasgow  | 2:2      | Ibrox Park     | 030.000                                |
| 089. | Scottish Division One 1933/34     | 1. Jan. 1934   | Celtic Glasgow  | Glasgow Rangers | 2:2      | Celtic Park    | 040.000                                |
| 090. | Scottish Division One 1934/35     | 8. Sep. 1934   | Celtic Glasgow  | Glasgow Rangers | 1:1      | Celtic Park    | 038.000                                |
| 091. | Scottish Division One 1934/35     | 1. Jan. 1935   | Glasgow Rangers | Celtic Glasgow  | 2:1      | Ibrox Park     | 083.000                                |
| 092. | Scottish Division One 1935/36     | 21. Sep. 1935  | Glasgow Rangers | Celtic Glasgow  | 1:2      | Ibrox Park     | 070.000                                |
| 093. | Scottish Division One 1935/36     | 1. Jan. 1936   | Celtic Glasgow  | Glasgow Rangers | 3:4      | Celtic Park    | 060.000                                |
| 094. | Scottish Division One 1936/37     | 19. Sep. 1936  | Celtic Glasgow  | Glasgow Rangers | 1:1      | Celtic Park    | 050.000                                |
| 095. | Scottish Division One 1936/37     | 1. Jan. 1937   | Glasgow Rangers | Celtic Glasgow  | 1:0      | Ibrox Park     | 095.000                                |
| 096. | Scottish Division One 1937/38     | 11. Sep. 1937  | Glasgow Rangers | Celtic Glasgow  | 3:1      | Ibrox Park     | 080.000                                |
| 097. | Scottish Division One 1937/38     | 1. Jan. 1938   | Celtic Glasgow  | Glasgow Rangers | 3:0      | Celtic Park    | 083.500                                |
| 098. | Scottish Division One 1938/39     | 10. Sep. 1938  | Celtic Glasgow  | Glasgow Rangers | 6:2      | Celtic Park    | 074.500                                |
| 099. | Scottish Division One 1938/39     | 2. Jan. 1939   | Glasgow Rangers | Celtic Glasgow  | 2:1      | Ibrox Park     | 118.730                                |
| 100. | Scottish Division One 1946/47     | 7. Sep. 1946   | Celtic Glasgow  | Glasgow Rangers | 2:3      | Celtic Park    | 030.000                                |
| 101. | Scottish Division One 1946/47     | 1. Jan. 1947   | Glasgow Rangers | Celtic Glasgow  | 1:1      | Ibrox Park     | 085.000                                |
| 102. | Scottish Division One 1947/48     | 20. Sep. 1947  | Glasgow Rangers | Celtic Glasgow  | 2:0      | Ibrox Park     | 050.000                                |
| 103. | Scottish Division One 1947/48     | 2. Jan. 1948   | Celtic Glasgow  | Glasgow Rangers | 0:4      | Celtic Park    | 060.000                                |
| 104. | Scottish Division One 1948/49     | 21. Aug. 1948  | Celtic Glasgow  | Glasgow Rangers | 0:1      | Celtic Park    | 050.000                                |
| 105. | Scottish Division One 1948/49     | 1. Jan. 1949   | Glasgow Rangers | Celtic Glasgow  | 4:0      | Ibrox Park     | 085.000                                |
| 106. | Scottish Division One 1949/50     | 24. Sep. 1949  | Glasgow Rangers | Celtic Glasgow  | 4:0      | Ibrox Park     | 065.000                                |
| 107. | Scottish Division One 1949/50     | 2. Jan. 1950   | Celtic Glasgow  | Glasgow Rangers | 1:1      | Celtic Park    | 044.000                                |
| 108. | Scottish Division One 1950/51     | 23. Sep. 1950  | Celtic Glasgow  | Glasgow Rangers | 3:2      | Celtic Park    | 053.789                                |
| 109. | Scottish Division One 1950/51     | 1. Jan. 1951   | Glasgow Rangers | Celtic Glasgow  | 1:0      | Ibrox Park     | 055.000                                |
| 110. | Scottish Division One 1951/52     | 22. Sep. 1951  | Glasgow Rangers | Celtic Glasgow  | 1:1      | Ibrox Park     | 086.000                                |
| 111. | Scottish Division One 1951/52     | 1. Jan. 1952   | Celtic Glasgow  | Glasgow Rangers | 1:4      | Celtic Park    | 045.000                                |
| 112. | Scottish Division One 1952/53     | 20. Sep. 1952  | Celtic Glasgow  | Glasgow Rangers | 2:1      | Celtic Park    | 048.000                                |
| 113. | Scottish Division One 1952/53     | 1. Jan. 1953   | Glasgow Rangers | Celtic Glasgow  | 1:0      | Ibrox Park     | 073.000                                |
| 114. | Scottish Division One 1953/54     | 19. Sep. 1953  | Glasgow Rangers | Celtic Glasgow  | 1:1      | Ibrox Park     | 060.000                                |
| 115. | Scottish Division One 1953/54     | 1. Jan. 1954   | Celtic Glasgow  | Glasgow Rangers | 1:0      | Celtic Park    | 053.000                                |
| 116. | Scottish Division One 1954/55     | 18. Sep. 1954  | Celtic Glasgow  | Glasgow Rangers | 2:0      | Celtic Park    | 049.000                                |
| 117. | Scottish Division One 1954/55     | 1. Jan. 1955   | Glasgow Rangers | Celtic Glasgow  | 4:1      | Ibrox Park     | 065.000                                |
| 118. | Scottish Division One 1955/56     | 24. Sep. 1955  | Glasgow Rangers | Celtic Glasgow  | 0:0      | Ibrox Park     | 047.000                                |
| 119. | Scottish Division One 1955/56     | 2. Jan. 1956   | Celtic Glasgow  | Glasgow Rangers | 0:1      | Celtic Park    | 047.000                                |
| 120. | Scottish Division One 1956/57     | 22. Sep. 1956  | Celtic Glasgow  | Glasgow Rangers | 0:2      | Celtic Park    | 053.000                                |
| 121. | Scottish Division One 1956/57     | 1. Jan. 1957   | Glasgow Rangers | Celtic Glasgow  | 2:0      | Ibrox Park     | 060.000                                |
| 122. | Scottish Division One 1957/58     | 21. Sep. 1957  | Glasgow Rangers | Celtic Glasgow  | 2:3      | Ibrox Park     | 080.000                                |
| 123. | Scottish Division One 1957/58     | 1. Jan. 1958   | Celtic Glasgow  | Glasgow Rangers | 0:1      | Celtic Park    | 050.000                                |
| 124. | Scottish Division One 1958/59     | 6. Sep. 1958   | Celtic Glasgow  | Glasgow Rangers | 2:2      | Celtic Park    | 050.000                                |
| 125. | Scottish Division One 1958/59     | 1. Jan. 1959   | Glasgow Rangers | Celtic Glasgow  | 2:1      | Ibrox Park     | 055.000                                |
| 126. | Scottish Division One 1959/60     | 5. Sep. 1959   | Glasgow Rangers | Celtic Glasgow  | 3:1      | Ibrox Park     | 065.000                                |
| 127. | Scottish Division One 1959/60     | 1. Jan. 1960   | Celtic Glasgow  | Glasgow Rangers | 0:1      | Celtic Park    | 050.000                                |
| 128. | Scottish Division One 1960/61     | 3. Sep. 1960   | Celtic Glasgow  | Glasgow Rangers | 1:2      | Celtic Park    | 060.000                                |
| 129. | Scottish Division One 1960/61     | 2. Jan. 1961   | Glasgow Rangers | Celtic Glasgow  | 2:1      | Ibrox Park     | 079.000                                |
| 130. | Scottish Division One 1961/62     | 16. Sep. 1961  | Glasgow Rangers | Celtic Glasgow  | 2:2      | Ibrox Park     | 070.000                                |
| 131. | Scottish Division One 1961/62     | 9. Apr. 1962   | Celtic Glasgow  | Glasgow Rangers | 1:1      | Celtic Park    | 050.000                                |
| 132. | Scottish Division One 1962/63     | 8. Sep. 1962   | Celtic Glasgow  | Glasgow Rangers | 0:1      | Celtic Park    | 072.000                                |
| 133. | Scottish Division One 1962/63     | 1. Jan. 1963   | Glasgow Rangers | Celtic Glasgow  | 4:0      | Ibrox Park     | 055.000                                |
| 134. | Scottish Division One 1963/64     | 7. Sep. 1963   | Glasgow Rangers | Celtic Glasgow  | 2:1      | Ibrox Park     | 055.000                                |
| 135. | Scottish Division One 1963/64     | 1. Jan. 1964   | Celtic Glasgow  | Glasgow Rangers | 0:1      | Celtic Park    | 065.000                                |
| 136. | Scottish Division One 1964/65     | 5. Sep. 1964   | Celtic Glasgow  | Glasgow Rangers | 3:1      | Celtic Park    | 058.000                                |
| 137. | Scottish Division One 1964/65     | 1. Jan. 1965   | Glasgow Rangers | Celtic Glasgow  | 1:0      | Ibrox Park     | 064.400                                |
| 138. | Scottish Division One 1965/66     | 18. Sep. 1965  | Glasgow Rangers | Celtic Glasgow  | 2:1      | Ibrox Park     | 078.000                                |
| 139. | Scottish Division One 1965/66     | 3. Jan. 1966   | Celtic Glasgow  | Glasgow Rangers | 5:1      | Celtic Park    | 065.000                                |
| 140. | Scottish Division One 1966/67     | 17. Sep. 1966  | Celtic Glasgow  | Glasgow Rangers | 2:0      | Celtic Park    | 065.000                                |
| 141. | Scottish Division One 1966/67     | 6. Mai 1967    | Glasgow Rangers | Celtic Glasgow  | 2:2      | Ibrox Park     | 078.000                                |
| 142. | Scottish Division One 1967/68     | 16. Sep. 1967  | Glasgow Rangers | Celtic Glasgow  | 1:0      | Ibrox Park     | 090.000                                |
| 143. | Scottish Division One 1967/68     | 2. Jan. 1968   | Celtic Glasgow  | Glasgow Rangers | 2:2      | Celtic Park    | 075.000                                |
| 144. | Scottish Division One 1968/69     | 14. Sep. 1968  | Celtic Glasgow  | Glasgow Rangers | 2:4      | Celtic Park    | 075.000                                |
| 145. | Scottish Division One 1968/69     | 2. Jan. 1969   | Glasgow Rangers | Celtic Glasgow  | 1:0      | Ibrox Park     | 085.000                                |
| 146. | Scottish Division One 1969/70     | 20. Sep. 1969  | Glasgow Rangers | Celtic Glasgow  | 0:1      | Ibrox Park     | 075.000                                |
| 147. | Scottish Division One 1969/70     | 3. Jan. 1970   | Celtic Glasgow  | Glasgow Rangers | 0:0      | Celtic Park    | 072.000                                |
| 148. | Scottish Division One 1970/71     | 12. Sep. 1970  | Celtic Glasgow  | Glasgow Rangers | 2:0      | Celtic Park    | 073.000                                |
| 149. | Scottish Division One 1970/71     | 2. Jan. 1971 2 | Glasgow Rangers | Celtic Glasgow  | 1:1      | Ibrox Park     | 080.000                                |
| 150. | Scottish Division One 1971/72     | 11. Sep. 1971  | Glasgow Rangers | Celtic Glasgow  | 2:3      | Ibrox Park     | 067.000                                |
| 151. | Scottish Division One 1971/72     | 3. Jan. 1972   | Celtic Glasgow  | Glasgow Rangers | 2:1      | Celtic Park    | 070.000                                |
| 152. | Scottish Division One 1972/73     | 16. Sep. 1972  | Celtic Glasgow  | Glasgow Rangers | 3:1      | Celtic Park    | 050.416                                |
| 153. | Scottish Division One 1972/73     | 6. Jan. 1973   | Glasgow Rangers | Celtic Glasgow  | 2:1      | Ibrox Park     | 067.000                                |
| 154. | Scottish Division One 1973/74     | 15. Sep. 1973  | Glasgow Rangers | Celtic Glasgow  | 0:1      | Ibrox Park     | 069.000                                |
| 155. | Scottish Division One 1973/74     | 5. Jan. 1974   | Celtic Glasgow  | Glasgow Rangers | 1:0      | Celtic Park    | 055.000                                |
| 156. | Scottish Division One 1974/75     | 14. Sep. 1974  | Celtic Glasgow  | Glasgow Rangers | 1:2      | Celtic Park    | 060.000                                |
| 157. | Scottish Division One 1974/75     | 4. Jan. 1975   | Glasgow Rangers | Celtic Glasgow  | 3:0      | Ibrox Park     | 070.000                                |
| 158. | Scottish Premier Division 1975/76 | 30. Aug. 1975  | Glasgow Rangers | Celtic Glasgow  | 2:1      | Ibrox Park     | 069.594                                |
| 159. | Scottish Premier Division 1975/76 | 1. Nov. 1975   | Celtic Glasgow  | Glasgow Rangers | 1:1      | Celtic Park    | 055.000                                |
| 160. | Scottish Premier Division 1975/76 | 1. Jan. 1976   | Glasgow Rangers | Celtic Glasgow  | 1:0      | Ibrox Park     | 057.839                                |
| 161. | Scottish Premier Division 1975/76 | 26. Apr. 1976  | Celtic Glasgow  | Glasgow Rangers | 0:0      | Celtic Park    | 052.000                                |
| 162. | Scottish Premier Division 1976/77 | 4. Sep. 1976   | Celtic Glasgow  | Glasgow Rangers | 2:2      | Celtic Park    | 057.000                                |
| 163. | Scottish Premier Division 1976/77 | 24. Nov. 1976  | Glasgow Rangers | Celtic Glasgow  | 0:1      | Ibrox Park     | 043.500                                |
| 164. | Scottish Premier Division 1976/77 | 11. Jan. 1977  | Celtic Glasgow  | Glasgow Rangers | 1:0      | Celtic Park    | 052.000                                |
| 165. | Scottish Premier Division 1976/77 | 19. März 1977  | Glasgow Rangers | Celtic Glasgow  | 2:2      | Ibrox Park     | 051.500                                |
| 166. | Scottish Premier Division 1977/78 | 10. Sep. 1977  | Glasgow Rangers | Celtic Glasgow  | 3:2      | Ibrox Park     | 048.788                                |
| 167. | Scottish Premier Division 1977/78 | 12. Nov. 1977  | Celtic Glasgow  | Glasgow Rangers | 1:1      | Celtic Park    | 056.000                                |
| 168. | Scottish Premier Division 1977/78 | 7. Jan. 1978   | Glasgow Rangers | Celtic Glasgow  | 3:1      | Ibrox Park     | 051.000                                |
| 169. | Scottish Premier Division 1977/78 | 25. März 1978  | Celtic Glasgow  | Glasgow Rangers | 2:0      | Celtic Park    | 050.000                                |
| 170. | Scottish Premier Division 1978/79 | 9. Sep. 1978   | Celtic Glasgow  | Glasgow Rangers | 3:1      | Celtic Park    | 060.000                                |
| 171. | Scottish Premier Division 1978/79 | 11. Nov. 1978  | Glasgow Rangers | Celtic Glasgow  | 1:1      | Ibrox Park     | 052.330                                |
| 172. | Scottish Premier Division 1978/79 | 5. Mai 1979    | Glasgow Rangers | Celtic Glasgow  | 1:0      | Ibrox Park     | 052.841                                |
| 173. | Scottish Premier Division 1978/79 | 21. Mai 1979   | Celtic Glasgow  | Glasgow Rangers | 4:2      | Celtic Park    | 052.000                                |
| 174. | Scottish Premier Division 1979/80 | 18. Aug. 1979  | Glasgow Rangers | Celtic Glasgow  | 2:2      | Ibrox Park     | 036.000 3                              |
| 175. | Scottish Premier Division 1979/80 | 27. Okt. 1979  | Celtic Glasgow  | Glasgow Rangers | 1:0      | Celtic Park    | 056.000                                |
| 176. | Scottish Premier Division 1979/80 | 18. Aug. 1979  | Glasgow Rangers | Celtic Glasgow  | 1:1      | Ibrox Park     | 034.000 3                              |
| 177. | Scottish Premier Division 1979/80 | 2. Apr. 1980   | Celtic Glasgow  | Glasgow Rangers | 1:0      | Celtic Park    | 052.000                                |
| 178. | Scottish Premier Division 1980/81 | 23. Aug. 1980  | Celtic Glasgow  | Glasgow Rangers | 1:2      | Celtic Park    | 058.000                                |
| 179. | Scottish Premier Division 1980/81 | 1. Nov. 1980   | Glasgow Rangers | Celtic Glasgow  | 3:0      | Ibrox Park     | 033.000 3                              |
| 180. | Scottish Premier Division 1980/81 | 21. Feb. 1981  | Celtic Glasgow  | Glasgow Rangers | 3:1      | Celtic Park    | 052.800                                |
| 181. | Scottish Premier Division 1980/81 | 18. Apr. 1981  | Glasgow Rangers | Celtic Glasgow  | 0:1      | Ibrox Park     | 036.000 3                              |
| 182. | Scottish Premier Division 1981/82 | 19. Sep. 1981  | Glasgow Rangers | Celtic Glasgow  | 0:2      | Ibrox Park     | 040.900                                |
| 183. | Scottish Premier Division 1981/82 | 21. Nov. 1981  | Celtic Glasgow  | Glasgow Rangers | 3:3      | Celtic Park    | 048.600                                |
| 184. | Scottish Premier Division 1981/82 | 9. Jan. 1982   | Glasgow Rangers | Celtic Glasgow  | 1:0      | Ibrox Park     | 042.000                                |
| 185. | Scottish Premier Division 1981/82 | 10. Apr. 1982  | Celtic Glasgow  | Glasgow Rangers | 2:1      | Celtic Park    | 049.144                                |
| 186. | Scottish Premier Division 1982/83 | 30. Okt. 1982  | Celtic Glasgow  | Glasgow Rangers | 3:2      | Celtic Park    | 060.408                                |
| 187. | Scottish Premier Division 1982/83 | 1. Jan. 1983   | Glasgow Rangers | Celtic Glasgow  | 1:2      | Ibrox Park     | 042.000                                |
| 188. | Scottish Premier Division 1982/83 | 23. März 1983  | Celtic Glasgow  | Glasgow Rangers | 0:0      | Celtic Park    | 050.939                                |
| 189. | Scottish Premier Division 1982/83 | 14. Mai 1983   | Glasgow Rangers | Celtic Glasgow  | 2:4      | Ibrox Park     | 039.500                                |
| 190. | Scottish Premier Division 1983/84 | 3. Sep. 1983   | Celtic Glasgow  | Glasgow Rangers | 2:1      | Celtic Park    | 050.664                                |
| 191. | Scottish Premier Division 1983/84 | 5. Nov. 1983   | Glasgow Rangers | Celtic Glasgow  | 1:2      | Ibrox Park     | 040.000                                |
| 192. | Scottish Premier Division 1983/84 | 2. Apr. 1984   | Celtic Glasgow  | Glasgow Rangers | 3:0      | Celtic Park    | 053.229                                |
| 193. | Scottish Premier Division 1983/84 | 21. Apr. 1984  | Glasgow Rangers | Celtic Glasgow  | 1:0      | Ibrox Park     | 040.260                                |
| 194. | Scottish Premier Division 1984/85 | 25. Aug. 1984  | Glasgow Rangers | Celtic Glasgow  | 0:0      | Ibrox Park     | 044.000                                |
| 195. | Scottish Premier Division 1984/85 | 22. Dez. 1984  | Celtic Glasgow  | Glasgow Rangers | 1:1      | Celtic Park    | 043.748                                |
| 196. | Scottish Premier Division 1984/85 | 1. Jan. 1985   | Glasgow Rangers | Celtic Glasgow  | 1:2      | Ibrox Park     | 045.000                                |
| 197. | Scottish Premier Division 1984/85 | 1. Mai 1985    | Celtic Glasgow  | Glasgow Rangers | 1:1      | Celtic Park    | 040.079                                |
| 198. | Scottish Premier Division 1985/86 | 31. Aug. 1985  | Celtic Glasgow  | Glasgow Rangers | 1:1      | Celtic Park    | 058.635                                |
| 199. | Scottish Premier Division 1985/86 | 9. Nov. 1985   | Glasgow Rangers | Celtic Glasgow  | 3:0      | Ibrox Park     | 042.045                                |
| 200. | Scottish Premier Division 1985/86 | 1. Jan. 1986   | Celtic Glasgow  | Glasgow Rangers | 2:0      | Celtic Park    | 049.000                                |
| 201. | Scottish Premier Division 1985/86 | 22. März 1986  | Glasgow Rangers | Celtic Glasgow  | 4:4      | Ibrox Park     | 041.006                                |
| 202. | Scottish Premier Division 1986/87 | 31. Aug. 1986  | Glasgow Rangers | Celtic Glasgow  | 1:0      | Ibrox Park     |                                        |
| 203. | Scottish Premier Division 1986/87 | 1. Nov. 1986   | Celtic Glasgow  | Glasgow Rangers | 1:1      | Celtic Park    |                                        |
| 204. | Scottish Premier Division 1986/87 | 1. Jan. 1987   | Glasgow Rangers | Celtic Glasgow  | 2:0      | Ibrox Park     | 043.206                                |
| 205. | Scottish Premier Division 1986/87 | 4. Apr. 1987   | Celtic Glasgow  | Glasgow Rangers | 3:1      | Celtic Park    | 060.800                                |
| 206. | Scottish Premier Division 1987/88 | 29. Aug. 1987  | Celtic Glasgow  | Glasgow Rangers | 1:0      | Celtic Park    | 060.000                                |
| 207. | Scottish Premier Division 1987/88 | 17. Okt. 1987  | Glasgow Rangers | Celtic Glasgow  | 2:2      | Ibrox Park     | 044.000                                |
| 208. | Scottish Premier Division 1987/88 | 2. Jan. 1988   | Celtic Glasgow  | Glasgow Rangers | 2:0      | Celtic Park    | 060.800                                |
| 209. | Scottish Premier Division 1987/88 | 20. März 1988  | Glasgow Rangers | Celtic Glasgow  | 1:2      | Ibrox Park     | 043.650                                |
| 210. | Scottish Premier Division 1988/89 | 27. Aug. 1988  | Glasgow Rangers | Celtic Glasgow  | 5:1      | Ibrox Park     |                                        |
| 211. | Scottish Premier Division 1988/89 | 12. Nov. 1988  | Celtic Glasgow  | Glasgow Rangers | 3:1      | Celtic Park    | 060.113                                |
| 212. | Scottish Premier Division 1988/89 | 3. Jan. 1989   | Glasgow Rangers | Celtic Glasgow  | 4:1      | Ibrox Park     |                                        |
| 213. | Scottish Premier Division 1988/89 | 1. Apr. 1989   | Celtic Glasgow  | Glasgow Rangers | 1:2      | Celtic Park    | 060.171                                |
| 214. | Scottish Premier Division 1989/90 | 26. Aug. 1989  | Celtic Glasgow  | Glasgow Rangers | 1:1      | Celtic Park    |                                        |
| 215. | Scottish Premier Division 1989/90 | 4. Nov. 1989   | Glasgow Rangers | Celtic Glasgow  | 1:0      | Ibrox Park     |                                        |
| 216. | Scottish Premier Division 1989/90 | 2. Jan. 1990   | Celtic Glasgow  | Glasgow Rangers | 0:1      | Celtic Park    |                                        |
| 217. | Scottish Premier Division 1989/90 | 1. Apr. 1990   | Glasgow Rangers | Celtic Glasgow  | 3:0      | Ibrox Park     |                                        |
| 218. | Scottish Premier Division 1990/91 | 15. Sep. 1990  | Glasgow Rangers | Celtic Glasgow  | 1:1      | Ibrox Park     | 038.543                                |
| 219. | Scottish Premier Division 1990/91 | 25. Nov. 1990  | Celtic Glasgow  | Glasgow Rangers | 1:2      | Celtic Park    | 052.565                                |
| 220. | Scottish Premier Division 1990/91 | 2. Jan. 1991   | Glasgow Rangers | Celtic Glasgow  | 2:0      | Ibrox Park     | 038.399                                |
| 221. | Scottish Premier Division 1990/91 | 24. März 1991  | Celtic Glasgow  | Glasgow Rangers | 3:0      | Celtic Park    | 052.000                                |
| 222. | Scottish Premier Division 1991/92 | 31. Aug. 1991  | Celtic Glasgow  | Glasgow Rangers | 0:2      | Celtic Park    | 052.000                                |
| 223. | Scottish Premier Division 1991/92 | 2. Nov. 1991   | Glasgow Rangers | Celtic Glasgow  | 1:1      | Ibrox Park     |                                        |
| 224. | Scottish Premier Division 1991/92 | 1. Jan. 1992   | Celtic Glasgow  | Glasgow Rangers | 1:3      | Celtic Park    | 051.383                                |
| 225. | Scottish Premier Division 1991/92 | 21. März 1992  | Glasgow Rangers | Celtic Glasgow  | 0:2      | Ibrox Park     | 043.000                                |
| 226. | Scottish Premier Division 1992/93 | 22. Aug. 1992  | Glasgow Rangers | Celtic Glasgow  | 1:1      | Ibrox Park     | 043.239                                |
| 227. | Scottish Premier Division 1992/93 | 7. Nov. 1992   | Celtic Glasgow  | Glasgow Rangers | 0:1      | Celtic Park    |                                        |
| 228. | Scottish Premier Division 1992/93 | 2. Jan. 1993   | Glasgow Rangers | Celtic Glasgow  | 1:0      | Ibrox Park     |                                        |
| 229. | Scottish Premier Division 1992/93 | 20. März 1993  | Celtic Glasgow  | Glasgow Rangers | 2:1      | Celtic Park    | 053.241                                |
| 230. | Scottish Premier Division 1993/94 | 21. Aug. 1993  | Celtic Glasgow  | Glasgow Rangers | 0:0      | Celtic Park    | 047.942                                |
| 231. | Scottish Premier Division 1993/94 | 30. Okt. 1993  | Glasgow Rangers | Celtic Glasgow  | 1:2      | Ibrox Park     | 047.552                                |
| 232. | Scottish Premier Division 1993/94 | 1. Jan. 1994   | Celtic Glasgow  | Glasgow Rangers | 2:4      | Celtic Park    |                                        |
| 233. | Scottish Premier Division 1993/94 | 30. Apr. 1994  | Glasgow Rangers | Celtic Glasgow  | 1:1      | Ibrox Park     | 045.853                                |
| 234. | Scottish Premier Division 1994/95 | 27. Aug. 1994  | Glasgow Rangers | Celtic Glasgow  | 0:2      | Ibrox Park     | 045.466                                |
| 235. | Scottish Premier Division 1994/95 | 30. Okt. 1994  | Celtic Glasgow  | Glasgow Rangers | 1:3      | Celtic Park    | 032.171 4                              |
| 236. | Scottish Premier Division 1994/95 | 4. Jan. 1995   | Glasgow Rangers | Celtic Glasgow  | 1:1      | Ibrox Park     | 045.794                                |
| 237. | Scottish Premier Division 1994/95 | 7. Mai 1995    | Celtic Glasgow  | Glasgow Rangers | 3:0      | Celtic Park    | 031.025 4                              |
| 238. | Scottish Premier Division 1995/96 | 30. Sep. 1995  | Celtic Glasgow  | Glasgow Rangers | 0:2      | Celtic Park    | 034.500 4                              |
| 239. | Scottish Premier Division 1995/96 | 19. Nov. 1995  | Glasgow Rangers | Celtic Glasgow  | 3:3      | Ibrox Park     |                                        |
| 240. | Scottish Premier Division 1995/96 | 3. Jan. 1996   | Celtic Glasgow  | Glasgow Rangers | 0:0      | Celtic Park    |                                        |
| 241. | Scottish Premier Division 1995/96 | 17. März 1996  | Glasgow Rangers | Celtic Glasgow  | 1:1      | Ibrox Park     |                                        |
| 242. | Scottish Premier Division 1996/97 | 28. Sep. 1996  | Glasgow Rangers | Celtic Glasgow  | 2:0      | Ibrox Park     | 050.124                                |
| 243. | Scottish Premier Division 1996/97 | 14. Nov. 1996  | Celtic Glasgow  | Glasgow Rangers | 0:1      | Celtic Park    | 050.041 4                              |
| 244. | Scottish Premier Division 1996/97 | 2. Jan. 1997   | Glasgow Rangers | Celtic Glasgow  | 3:1      | Ibrox Park     | 050.019                                |
| 245. | Scottish Premier Division 1996/97 | 16. März 1997  | Celtic Glasgow  | Glasgow Rangers | 0:1      | Celtic Park    | 049.929 4                              |
| 246. | Scottish Premier Division 1997/98 | 8. Nov. 1997   | Glasgow Rangers | Celtic Glasgow  | 1:0      | Ibrox Stadium  | 050.082                                |
| 247. | Scottish Premier Division 1997/98 | 19. Nov. 1997  | Celtic Glasgow  | Glasgow Rangers | 1:1      | Celtic Park    | 049.509 4                              |
| 248. | Scottish Premier Division 1997/98 | 2. Jan. 1998   | Celtic Glasgow  | Glasgow Rangers | 2:0      | Celtic Park    | 049.350 4                              |
| 249. | Scottish Premier Division 1997/98 | 12. Apr. 1998  | Glasgow Rangers | Celtic Glasgow  | 2:0      | Ibrox Stadium  | 050.042                                |
| 250. | Scottish Premier League 1998/99   | 20. Sep. 1998  | Glasgow Rangers | Celtic Glasgow  | 0:0      | Ibrox Stadium  | 050.026                                |
| 251. | Scottish Premier League 1998/99   | 21. Nov. 1998  | Celtic Glasgow  | Glasgow Rangers | 5:1      | Celtic Park    | 059.703                                |
| 252. | Scottish Premier League 1998/99   | 3. Jan. 1999   | Glasgow Rangers | Celtic Glasgow  | 2:2      | Ibrox Stadium  | 050.059                                |
| 253. | Scottish Premier League 1998/99   | 2. Mai 1999    | Celtic Glasgow  | Glasgow Rangers | 0:3      | Celtic Park    | 059.918                                |
| 254. | Scottish Premier League 1999/00   | 17. Nov. 1999  | Glasgow Rangers | Celtic Glasgow  | 4:2      | Ibrox Stadium  | 050.026                                |
| 255. | Scottish Premier League 1999/00   | 27. Dez. 1999  | Celtic Glasgow  | Glasgow Rangers | 1:1      | Celtic Park    | 059.722                                |
| 256. | Scottish Premier League 1999/00   | 8. März 2000   | Celtic Glasgow  | Glasgow Rangers | 0:1      | Celtic Park    | 059.800                                |
| 257. | Scottish Premier League 1999/00   | 26. März 2000  | Glasgow Rangers | Celtic Glasgow  | 4:0      | Ibrox Stadium  | 050.039                                |
| 258. | Scottish Premier League 2000/01   | 27. Aug. 2000  | Celtic Glasgow  | Glasgow Rangers | 6:2      | Celtic Park    | 059.476                                |
| 259. | Scottish Premier League 2000/01   | 26. Nov. 2000  | Glasgow Rangers | Celtic Glasgow  | 5:1      | Ibrox Stadium  | 050.083                                |
| 260. | Scottish Premier League 2000/01   | 11. Feb. 2001  | Celtic Glasgow  | Glasgow Rangers | 1:0      | Celtic Park    | 059.496                                |
| 261. | Scottish Premier League 2000/01   | 29. Apr. 2001  | Glasgow Rangers | Celtic Glasgow  | 0:3      | Ibrox Stadium  | 050.057                                |
| 262. | Scottish Premier League 2001/02   | 30. Sep. 2001  | Glasgow Rangers | Celtic Glasgow  | 0:2      | Ibrox Stadium  | 050.097                                |
| 263. | Scottish Premier League 2001/02   | 25. Nov. 2001  | Celtic Glasgow  | Glasgow Rangers | 2:1      | Celtic Park    | 059.609                                |
| 264. | Scottish Premier League 2001/02   | 9. März 2002   | Glasgow Rangers | Celtic Glasgow  | 1:1      | Ibrox Stadium  | 049.765                                |
| 265. | Scottish Premier League 2001/02   | 21. Apr. 2002  | Celtic Glasgow  | Glasgow Rangers | 1:1      | Celtic Park    | 059.384                                |
| 266. | Scottish Premier League 2002/03   | 6. Okt. 2002   | Celtic Glasgow  | Glasgow Rangers | 3:3      | Celtic Park    | 059.027                                |
| 267. | Scottish Premier League 2002/03   | 7. Dez. 2002   | Glasgow Rangers | Celtic Glasgow  | 3:2      | Ibrox Stadium  | 049.874                                |
| 268. | Scottish Premier League 2002/03   | 8. März 2003   | Celtic Glasgow  | Glasgow Rangers | 1:0      | Celtic Park    | 058.787                                |
| 269. | Scottish Premier League 2002/03   | 27. Apr. 2003  | Glasgow Rangers | Celtic Glasgow  | 1:2      | Ibrox Stadium  | 049.740                                |
| 270. | Scottish Premier League 2003/04   | 4. Okt. 2003   | Glasgow Rangers | Celtic Glasgow  | 0:1      | Ibrox Stadium  | 049.825                                |
| 271. | Scottish Premier League 2003/04   | 3. Jan. 2004   | Celtic Glasgow  | Glasgow Rangers | 3:0      | Celtic Park    | 059.087                                |
| 272. | Scottish Premier League 2003/04   | 28. März 2004  | Glasgow Rangers | Celtic Glasgow  | 1:2      | Ibrox Stadium  |                                        |
| 273. | Scottish Premier League 2003/04   | 8. Mai 2004    | Celtic Glasgow  | Glasgow Rangers | 1:0      | Celtic Park    |                                        |
| 274. | Scottish Premier League 2004/05   | 29. Aug. 2004  | Celtic Glasgow  | Glasgow Rangers | 1:0      | Celtic Park    | 058.935                                |
| 275. | Scottish Premier League 2004/05   | 20. Nov. 2004  | Glasgow Rangers | Celtic Glasgow  | 2:0      | Ibrox Stadium  | 050.043                                |
| 276. | Scottish Premier League 2004/05   | 20. Feb. 2005  | Celtic Glasgow  | Glasgow Rangers | 0:2      | Celtic Park    | 059.041                                |
| 277. | Scottish Premier League 2004/05   | 24. Apr. 2005  | Glasgow Rangers | Celtic Glasgow  | 1:2      | Ibrox Stadium  | 049.593                                |
| 278. | Scottish Premier League 2005/06   | 20. Aug. 2005  | Glasgow Rangers | Celtic Glasgow  | 3:1      | Ibrox Stadium  | 049.699                                |
| 279. | Scottish Premier League 2005/06   | 19. Nov. 2005  | Celtic Glasgow  | Glasgow Rangers | 3:0      | Celtic Park    |                                        |
| 280. | Scottish Premier League 2005/06   | 12. Feb. 2006  | Glasgow Rangers | Celtic Glasgow  | 0:1      | Ibrox Stadium  | 049.788                                |
| 281. | Scottish Premier League 2005/06   | 23. Apr. 2006  | Celtic Glasgow  | Glasgow Rangers | 0:0      | Celtic Park    | 059.684                                |
| 282. | Scottish Premier League 2006/07   | 23. Sep. 2006  | Celtic Glasgow  | Glasgow Rangers | 2:0      | Celtic Park    | 059.341                                |
| 283. | Scottish Premier League 2006/07   | 17. Dez. 2006  | Glasgow Rangers | Celtic Glasgow  | 1:1      | Ibrox Stadium  | 050.418                                |
| 284. | Scottish Premier League 2006/07   | 11. März 2007  | Celtic Glasgow  | Glasgow Rangers | 0:1      | Celtic Park    | 059.425                                |
| 285. | Scottish Premier League 2006/07   | 5. Mai 2007    | Glasgow Rangers | Celtic Glasgow  | 2:0      | Ibrox Stadium  | 050.384                                |
| 286. | Scottish Premier League 2007/08   | 20. Okt. 2007  | Glasgow Rangers | Celtic Glasgow  | 3:0      | Ibrox Stadium  | 050.428                                |
| 287. | Scottish Premier League 2007/08   | 29. März 2008  | Glasgow Rangers | Celtic Glasgow  | 1:0      | Ibrox Stadium  | 050.325                                |
| 288. | Scottish Premier League 2007/08   | 16. Apr. 2008  | Celtic Glasgow  | Glasgow Rangers | 2:1      | Celtic Park    | 058.964                                |
| 289. | Scottish Premier League 2007/08   | 27. Apr. 2008  | Celtic Glasgow  | Glasgow Rangers | 3:2      | Celtic Park    | 058.662                                |
| 290. | Scottish Premier League 2008/09   | 31. Aug. 2008  | Celtic Glasgow  | Glasgow Rangers | 2:4      | Celtic Park    | 058.595                                |
| 291. | Scottish Premier League 2008/09   | 27. Dez. 2008  | Glasgow Rangers | Celtic Glasgow  | 0:1      | Ibrox Stadium  | 050.403                                |
| 292. | Scottish Premier League 2008/09   | 15. Feb. 2009  | Celtic Glasgow  | Glasgow Rangers | 0:0      | Celtic Park    | 058.766                                |
| 293. | Scottish Premier League 2008/09   | 9. Mai 2009    | Glasgow Rangers | Celtic Glasgow  | 1:0      | Ibrox Stadium  | 050.321                                |
| 294. | Scottish Premier League 2009/10   | 4. Okt. 2009   | Glasgow Rangers | Celtic Glasgow  | 2:1      | Ibrox Stadium  | 050.276                                |
| 295. | Scottish Premier League 2009/10   | 3. Jan. 2010   | Celtic Glasgow  | Glasgow Rangers | 1:1      | Celtic Park    | 058.300                                |
| 296. | Scottish Premier League 2009/10   | 28. Feb. 2010  | Glasgow Rangers | Celtic Glasgow  | 1:0      | Ibrox Stadium  | 050.320                                |
| 297. | Scottish Premier League 2009/10   | 4. Mai 2010    | Celtic Glasgow  | Glasgow Rangers | 2:1      | Celtic Park    | 058.000                                |
| 298. | Scottish Premier League 2010/11   | 24. Okt. 2010  | Celtic Glasgow  | Glasgow Rangers | 1:3      | Celtic Park    | 058.874                                |
| 299. | Scottish Premier League 2010/11   | 2. Jan. 2011   | Glasgow Rangers | Celtic Glasgow  | 0:2      | Ibrox Stadium  | 050.222                                |
| 300. | Scottish Premier League 2010/11   | 20. Feb. 2011  | Celtic Glasgow  | Glasgow Rangers | 3:0      | Celtic Park    | 058.748                                |
| 301. | Scottish Premier League 2010/11   | 24. Apr. 2011  | Glasgow Rangers | Celtic Glasgow  | 0:0      | Ibrox Stadium  | 050.248                                |
| 302. | Scottish Premier League 2011/12   | 18. Sep. 2011  | Glasgow Rangers | Celtic Glasgow  | 4:2      | Ibrox Stadium  | 050.221                                |
| 303. | Scottish Premier League 2011/12   | 28. Dez. 2011  | Celtic Glasgow  | Glasgow Rangers | 1:0      | Celtic Park    | 058.658                                |
| 304. | Scottish Premier League 2011/12   | 25. März 2012  | Glasgow Rangers | Celtic Glasgow  | 3:2      | Ibrox Stadium  | 050.191                                |
| 305. | Scottish Premier League 2011/12   | 29. Apr. 2012  | Celtic Glasgow  | Glasgow Rangers | 3:0      | Celtic Park    | 058.546                                |
| 306. | Scottish Premiership 2016/17      | 10. Sep. 2016  | Celtic Glasgow  | Glasgow Rangers | 5:1      | Celtic Park    | 058.348                                |
| 307. | Scottish Premiership 2016/17      | 31. Dez. 2016  | Glasgow Rangers | Celtic Glasgow  | 1:2      | Ibrox Stadium  | 050.126                                |
| 308. | Scottish Premiership 2016/17      | 12. März 2017  | Celtic Glasgow  | Glasgow Rangers | 1:1      | Celtic Park    | 058.545                                |
| 309. | Scottish Premiership 2016/17      | 29. Apr. 2017  | Glasgow Rangers | Celtic Glasgow  | 1:5      | Ibrox Stadium  | 049.822                                |
| 310. | Scottish Premiership 2017/18      | 23. Sep. 2017  | Glasgow Rangers | Celtic Glasgow  | 0:2      | Ibrox Stadium  | 050.116                                |
| 311. | Scottish Premiership 2017/18      | 30. Dez. 2017  | Celtic Glasgow  | Glasgow Rangers | 0:0      | Celtic Park    | 059.004                                |
| 312. | Scottish Premiership 2017/18      | 11. März 2018  | Glasgow Rangers | Celtic Glasgow  | 2:3      | Ibrox Stadium  | 050.215                                |
| 313. | Scottish Premiership 2017/18      | 29. Apr. 2018  | Celtic Glasgow  | Glasgow Rangers | 5:0      | Celtic Park    | 058.320                                |
| 314. | Scottish Premiership 2018/19      | 2. Sep. 2018   | Celtic Glasgow  | Glasgow Rangers | 1:0      | Celtic Park    | 058.865                                |
| 315. | Scottish Premiership 2018/19      | 29. Dez. 2018  | Glasgow Rangers | Celtic Glasgow  | 1:0      | Ibrox Stadium  | 049.863                                |
| 316. | Scottish Premiership 2018/19      | 31. März 2019  | Celtic Glasgow  | Glasgow Rangers | 2:1      | Celtic Park    | 058.773                                |
| 317. | Scottish Premiership 2018/19      | 12. Mai 2019   | Glasgow Rangers | Celtic Glasgow  | 2:0      | Ibrox Stadium  | 049.844                                |
| 318. | Scottish Premiership 2019/20      | 31. Aug. 2019  | Glasgow Rangers | Celtic Glasgow  | 0:2      | Ibrox Stadium  | 049.873                                |
| 319. | Scottish Premiership 2019/20      | 29. Dez. 2019  | Celtic Glasgow  | Glasgow Rangers | 1:2      | Celtic Park    | 058.902                                |
| 320. | Scottish Premiership 2020/21      | 17. Okt. 2020  | Celtic Glasgow  | Glasgow Rangers | 0:2      | Celtic Park    | 0Unter Ausschluss der Öffentlichkeit 5 |
| 321. | Scottish Premiership 2020/21      | 2. Jan. 2021   | Glasgow Rangers | Celtic Glasgow  | 1:0      | Ibrox Stadium  | 0Unter Ausschluss der Öffentlichkeit 5 |
| 322. | Scottish Premiership 2020/21      | 21. März 2021  | Celtic Glasgow  | Glasgow Rangers | 1:1      | Celtic Park    | 0Unter Ausschluss der Öffentlichkeit 5 |
| 323. | Scottish Premiership 2020/21      | 2. Mai 2021    | Glasgow Rangers | Celtic Glasgow  | 4:1      | Ibrox Stadium  | 0Unter Ausschluss der Öffentlichkeit 5 |
| 324. | Scottish Premiership 2021/22      | 29. Aug. 2021  | Glasgow Rangers | Celtic Glasgow  | 1:0      | Ibrox Stadium  | 049.402                                |
| 325. | Scottish Premiership 2021/22      | 2. Feb. 2022   | Celtic Glasgow  | Glasgow Rangers | 3:0      | Celtic Park    | 059.077                                |
| 326. | Scottish Premiership 2021/22      | 3. Apr. 2022   | Glasgow Rangers | Celtic Glasgow  | 1:2      | Ibrox Stadium  | 050.023                                |
| 327. | Scottish Premiership 2021/22      | 1. Mai 2022    | Celtic Glasgow  | Glasgow Rangers | 1:1      | Celtic Park    | 058.247                                |
| 328. | Scottish Premiership 2022/23      | 3. Sep. 2022   | Celtic Glasgow  | Glasgow Rangers | 4:0      | Celtic Park    | 058.636                                |
| 329. | Scottish Premiership 2022/23      | 2. Jan. 2023   | Glasgow Rangers | Celtic Glasgow  | 2:2      | Ibrox Stadium  | 050.066                                |
| 330. | Scottish Premiership 2022/23      | 8. Apr. 2023   | Celtic Glasgow  | Glasgow Rangers | 3:2      | Celtic Park    | 059.646                                |
| 331. | Scottish Premiership 2022/23      | 13. Mai 2023   | Glasgow Rangers | Celtic Glasgow  | 3:0      | Ibrox Stadium  | 050.104                                |
| 332. | Scottish Premiership 2023/24      | 3. Sep. 2023   | Glasgow Rangers | Celtic Glasgow  | 0:1      | Ibrox Stadium  | 050.652                                |
| 333. | Scottish Premiership 2023/24      | 30. Dez. 2023  | Celtic Glasgow  | Glasgow Rangers | 2:1      | Celtic Park    | 059.664                                |
| 334. | Scottish Premiership 2023/24      | 7. Apr. 2024   | Glasgow Rangers | Celtic Glasgow  | 3:3      | Ibrox Stadium  | 050.936                                |
| 335. | Scottish Premiership 2023/24      | 11. Mai 2024   | Celtic Glasgow  | Glasgow Rangers | 2:1      | Celtic Park    | 059.622                                |
| 336. | Scottish Premiership 2024/25      | 1. Sep. 2024   | Celtic Glasgow  | Glasgow Rangers | 3:0      | Celtic Park    | 059.612                                |
| 337. | Scottish Premiership 2024/25      | 2. Jan. 2025   | Glasgow Rangers | Celtic Glasgow  | 3:0      | Ibrox Stadium  | 051.065                                |
| 338. | Scottish Premiership 2024/25      | 16. März 2025  | Celtic Glasgow  | Glasgow Rangers | 2:3      | Celtic Park    | 058.913                                |
| 339. | Scottish Premiership 2024/25      | 4. Mai 2025    | Glasgow Rangers | Celtic Glasgow  | 1:1      | Ibrox Stadium  | 049.883                                |
| 340. | Scottish Premiership 2025/26      | 31. Aug. 2025  | Glasgow Rangers | Celtic Glasgow  |          | Ibrox Stadium  |                                        |
| 341. | Scottish Premiership 2025/26      | 3. Jan. 2026   | Celtic Glasgow  | Glasgow Rangers |          | Celtic Park    |                                        |
| 342. | Scottish Premiership 2025/26      | 28. Feb. 2026  | Glasgow Rangers | Celtic Glasgow  |          | Ibrox Stadium  |                                        |

## Spiele im Scottish FA Cup
| Nr.  | Saison                  | Runde         | Datum         | Mannschaft 1    | Mannschaft 2    | Ergebnis              | Austragungsort | Zuschauer                              |
| ---- | ----------------------- | ------------- | ------------- | --------------- | --------------- | --------------------- | -------------- | -------------------------------------- |
| 001. | Scottish FA Cup 1890/91 | 1. Runde      | 6. Sep. 1890  | Celtic Glasgow  | Glasgow Rangers | 1:0                   | Celtic Park    | 016.000                                |
| 002. | Scottish FA Cup 1891/92 | Halbfinale    | 6. Feb. 1892  | Celtic Glasgow  | Glasgow Rangers | 5:3                   | Celtic Park    |                                        |
| 003. | Scottish FA Cup 1893/94 | Finale        | 17. Feb. 1894 | Glasgow Rangers | Celtic Glasgow  | 3:1                   | Hampden Park   | 017.000                                |
| 004. | Scottish FA Cup 1898/99 | Finale        | 22. Apr. 1899 | Celtic Glasgow  | Glasgow Rangers | 2:0                   | Hampden Park   | 030.000                                |
| 005. | Scottish FA Cup 1899/00 | Halbfinale    | 24. Feb. 1900 | Glasgow Rangers | Celtic Glasgow  | 2:2                   | Ibrox Park     | 055.000                                |
| 006. | Scottish FA Cup 1899/00 | Halbfinale    | 10. März 1900 | Celtic Glasgow  | Glasgow Rangers | 2:0                   | Celtic Park    | 035.000                                |
| 007. | Scottish FA Cup 1900/01 | 1. Runde      | 12. Jan. 1901 | Celtic Glasgow  | Glasgow Rangers | 1:0                   | Celtic Park    |                                        |
| 008. | Scottish FA Cup 1902/03 | Viertelfinale | 28. Feb. 1903 | Celtic Glasgow  | Glasgow Rangers | 0:3                   | Celtic Park    |                                        |
| 009. | Scottish FA Cup 1903/04 | Finale        | 16. Apr. 1904 | Celtic Glasgow  | Glasgow Rangers | 3:2                   | Hampden Park   | 064.323                                |
| 010. | Scottish FA Cup 1904/05 | Halbfinale    | 25. März 1905 | Glasgow Rangers | Celtic Glasgow  | 2:0                   | Ibrox Park     | 032.500                                |
| 011. | Scottish FA Cup 1906/07 | Viertelfinale | 9. März 1907  | Glasgow Rangers | Celtic Glasgow  | 0:3                   | Ibrox Park     |                                        |
| 012. | Scottish FA Cup 1907/08 | Achtelfinale  | 8. Feb. 1908  | Glasgow Rangers | Celtic Glasgow  | 1:2                   | Ibrox Park     |                                        |
| 013. | Scottish FA Cup 1908/09 | Finale        | 10. Apr. 1909 | Glasgow Rangers | Celtic Glasgow  | 2:2                   | Hampden Park   | 070.000                                |
| 014. | Scottish FA Cup 1908/09 | Finale        | 17. Apr. 1909 | Glasgow Rangers | Celtic Glasgow  | 1:1                   | Hampden Park   | 060.000                                |
| 015. | Scottish FA Cup 1919/20 | Viertelfinale | 6. März 1920  | Glasgow Rangers | Celtic Glasgow  | 1:0                   | Ibrox Park     |                                        |
| 016. | Scottish FA Cup 1924/25 | Halbfinale    | 21. März 1925 | Celtic Glasgow  | Glasgow Rangers | 5:0                   | Hampden Park   | 101.700                                |
| 017. | Scottish FA Cup 1927/28 | Finale        | 14. Apr. 1928 | Glasgow Rangers | Celtic Glasgow  | 4:0                   | Hampden Park   | 118.000                                |
| 018. | Scottish FA Cup 1952/53 | Viertelfinale | 14. März 1953 | Glasgow Rangers | Celtic Glasgow  | 2:0                   | Hampden Park   | 095.000                                |
| 019. | Scottish FA Cup 1956/57 | Achtelfinale  | 16. Feb. 1957 | Celtic Glasgow  | Glasgow Rangers | 4:4                   | Celtic Park    | 050.000                                |
| 020. | Scottish FA Cup 1956/57 | Achtelfinale  | 20. Feb. 1957 | Glasgow Rangers | Celtic Glasgow  | 0:2                   | Ibrox Park     | 088.000                                |
| 021. | Scottish FA Cup 1958/59 | Achtelfinale  | 28. Feb. 1959 | Celtic Glasgow  | Glasgow Rangers | 2:1                   | Celtic Park    | 042.500                                |
| 022. | Scottish FA Cup 1959/60 | Halbfinale    | 2. Apr. 1960  | Glasgow Rangers | Celtic Glasgow  | 1:1                   | Hampden Park   | 079.786                                |
| 023. | Scottish FA Cup 1959/60 | Halbfinale    | 6. Apr. 1960  | Glasgow Rangers | Celtic Glasgow  | 4:1                   | Hampden Park   | 070.977                                |
| 024. | Scottish FA Cup 1962/63 | Finale        | 4. Mai 1963   | Glasgow Rangers | Celtic Glasgow  | 1:1                   | Hampden Park   | 129.527                                |
| 025. | Scottish FA Cup 1962/63 | Finale        | 15. Mai 1963  | Glasgow Rangers | Celtic Glasgow  | 3:0                   | Hampden Park   | 120.263                                |
| 026. | Scottish FA Cup 1963/64 | Viertelfinale | 7. März 1964  | Glasgow Rangers | Celtic Glasgow  | 2:0                   | Ibrox Park     | 084.724                                |
| 027. | Scottish FA Cup 1965/66 | Finale        | 23. Apr. 1966 | Glasgow Rangers | Celtic Glasgow  | 0:0                   | Hampden Park   | 126.599                                |
| 028. | Scottish FA Cup 1965/66 | Finale        | 27. Apr. 1966 | Glasgow Rangers | Celtic Glasgow  | 1:0                   | Hampden Park   | 096.862                                |
| 029. | Scottish FA Cup 1968/69 | Finale        | 26. Apr. 1969 | Celtic Glasgow  | Glasgow Rangers | 4:0                   | Hampden Park   | 132.870                                |
| 030. | Scottish FA Cup 1969/70 | Viertelfinale | 21. Feb. 1970 | Celtic Glasgow  | Glasgow Rangers | 3:1                   | Celtic Park    | 075.000                                |
| 031. | Scottish FA Cup 1970/71 | Finale        | 8. Mai 1971   | Celtic Glasgow  | Glasgow Rangers | 1:1                   | Hampden Park   | 120.092                                |
| 032. | Scottish FA Cup 1970/71 | Finale        | 12. Mai 1971  | Celtic Glasgow  | Glasgow Rangers | 2:1                   | Hampden Park   | 103.332                                |
| 033. | Scottish FA Cup 1972/73 | Finale        | 5. Mai 1973   | Glasgow Rangers | Celtic Glasgow  | 3:2                   | Hampden Park   | 122.714                                |
| 034. | Scottish FA Cup 1976/77 | Finale        | 7. Mai 1977   | Celtic Glasgow  | Glasgow Rangers | 1:0                   | Hampden Park   | 054.252                                |
| 035. | Scottish FA Cup 1979/80 | Finale        | 10. Mai 1980  | Celtic Glasgow  | Glasgow Rangers | 1:0 n. V.             | Hampden Park   | 070.303                                |
| 036. | Scottish FA Cup 1988/89 | Finale        | 20. Mai 1989  | Celtic Glasgow  | Glasgow Rangers | 1:0                   | Hampden Park   | 072.069                                |
| 037. | Scottish FA Cup 1989/90 | Achtelfinale  | 25. Feb. 1990 | Celtic Glasgow  | Glasgow Rangers | 1:0                   | Celtic Park    | 052.565                                |
| 038. | Scottish FA Cup 1990/91 | Viertelfinale | 17. März 1991 | Celtic Glasgow  | Glasgow Rangers | 2:0                   | Celtic Park    | 052.268                                |
| 039. | Scottish FA Cup 1991/92 | Halbfinale    | 31. März 1992 | Glasgow Rangers | Celtic Glasgow  | 1:0                   | Hampden Park   |                                        |
| 040. | Scottish FA Cup 1995/96 | Halbfinale    | 7. Apr. 1996  | Glasgow Rangers | Celtic Glasgow  | 2:1                   | Hampden Park   |                                        |
| 041. | Scottish FA Cup 1996/97 | Viertelfinale | 6. März 1997  | Celtic Glasgow  | Glasgow Rangers | 2:0                   | Celtic Park    | 049.519                                |
| 042. | Scottish FA Cup 1997/98 | Halbfinale    | 5. Apr. 1998  | Glasgow Rangers | Celtic Glasgow  | 2:1                   | Hampden Park   | 048.993                                |
| 043. | Scottish FA Cup 1998/99 | Finale        | 29. Mai 1999  | Glasgow Rangers | Celtic Glasgow  | 1:0                   | Hampden Park   | 052.670                                |
| 044. | Scottish FA Cup 2001/02 | Finale        | 4. Mai 2002   | Celtic Glasgow  | Glasgow Rangers | 2:3                   | Hampden Park   | 051.138                                |
| 045. | Scottish FA Cup 2003/04 | Viertelfinale | 7. März 2004  | Celtic Glasgow  | Glasgow Rangers | 1:0                   | Celtic Park    | 058.735                                |
| 046. | Scottish FA Cup 2004/05 | 3. Runde      | 9. Jan. 2005  | Celtic Glasgow  | Glasgow Rangers | 2:1                   | Celtic Park    | 058.622                                |
| 047. | Scottish FA Cup 2010/11 | Achtelfinale  | 6. Feb. 2011  | Glasgow Rangers | Celtic Glasgow  | 2:2                   | Ibrox Stadium  | 050.230                                |
| 048. | Scottish FA Cup 2010/11 | Achtelfinale  | 2. März 2011  | Celtic Glasgow  | Glasgow Rangers | 1:0                   | Celtic Park    | 057.847                                |
| 049. | Scottish FA Cup 2015/16 | Halbfinale    | 17. Apr. 2016 | Glasgow Rangers | Celtic Glasgow  | 2:2 n. V. (5:4 i. E.) | Hampden Park   | 050.069                                |
| 050. | Scottish FA Cup 2016/17 | Halbfinale    | 23. Apr. 2017 | Celtic Glasgow  | Glasgow Rangers | 2:0                   | Hampden Park   | 049.645                                |
| 051. | Scottish FA Cup 2017/18 | Halbfinale    | 15. Apr. 2018 | Celtic Glasgow  | Glasgow Rangers | 4:0                   | Hampden Park   | 049.729                                |
| 052. | Scottish FA Cup 2020/21 | Achtelfinale  | 18. Apr. 2021 | Glasgow Rangers | Celtic Glasgow  | 2:0                   | Ibrox Stadium  | 0Unter Ausschluss der Öffentlichkeit 1 |
| 053. | Scottish FA Cup 2021/22 | Halbfinale    | 17. Apr. 2022 | Celtic Glasgow  | Glasgow Rangers | 1:2 n. V.             | Hampden Park   | 051.866                                |
| 054. | Scottish FA Cup 2022/23 | Halbfinale    | 30. Apr. 2023 | Glasgow Rangers | Celtic Glasgow  | 0:1                   | Hampden Park   | 048.629                                |
| 055. | Scottish FA Cup 2023/24 | Finale        | 25. Mai 2024  | Celtic Glasgow  | Glasgow Rangers | 1:0                   | Hampden Park   | 048.556                                |

## Spiele im Scottish League Cup
| Nr.  | Saison                      | Runde         | Datum         | Mannschaft 1    | Mannschaft 2    | Ergebnis              | Austragungsort | Zuschauer |
| ---- | --------------------------- | ------------- | ------------- | --------------- | --------------- | --------------------- | -------------- | --------- |
| 001. | Scottish League Cup 1947/48 | Gruppenphase  | 9. Aug. 1947  | Glasgow Rangers | Celtic Glasgow  | 2:0                   | Ibrox Park     | 075.000   |
| 002. | Scottish League Cup 1947/48 | Gruppenphase  | 30. Aug. 1947 | Celtic Glasgow  | Glasgow Rangers | 2:0                   | Celtic Park    | 050.000   |
| 003. | Scottish League Cup 1948/49 | Gruppenphase  | 25. Sep. 1948 | Celtic Glasgow  | Glasgow Rangers | 3:1                   | Celtic Park    | 065.000   |
| 004. | Scottish League Cup 1948/49 | Gruppenphase  | 16. Okt. 1948 | Glasgow Rangers | Celtic Glasgow  | 2:1                   | Ibrox Park     | 105.000   |
| 005. | Scottish League Cup 1949/50 | Gruppenphase  | 13. Aug. 1949 | Celtic Glasgow  | Glasgow Rangers | 3:2                   | Celtic Park    | 070.000   |
| 006. | Scottish League Cup 1949/50 | Gruppenphase  | 27. Aug. 1949 | Glasgow Rangers | Celtic Glasgow  | 2:0                   | Ibrox Park     | 095.000   |
| 007. | Scottish League Cup 1951/52 | Halbfinale    | 13. Okt. 1951 | Celtic Glasgow  | Glasgow Rangers | 0:3                   | Hampden Park   | 083.235   |
| 008. | Scottish League Cup 1955/56 | Gruppenphase  | 27. Aug. 1955 | Glasgow Rangers | Celtic Glasgow  | 1:4                   | Ibrox Park     | 075.000   |
| 009. | Scottish League Cup 1955/56 | Gruppenphase  | 31. Aug. 1955 | Celtic Glasgow  | Glasgow Rangers | 0:4                   | Celtic Park    | 061.000   |
| 010. | Scottish League Cup 1956/57 | Gruppenphase  | 15. Aug. 1956 | Celtic Glasgow  | Glasgow Rangers | 2:1                   | Celtic Park    | 045.000   |
| 011. | Scottish League Cup 1956/57 | Gruppenphase  | 19. Aug. 1956 | Glasgow Rangers | Celtic Glasgow  | 0:0                   | Ibrox Park     | 084.000   |
| 012. | Scottish League Cup 1957/58 | Finale        | 19. Okt. 1957 | Celtic Glasgow  | Glasgow Rangers | 7:1                   | Hampden Park   | 082.293   |
| 013. | Scottish League Cup 1960/61 | Gruppenphase  | 20. Aug. 1960 | Glasgow Rangers | Celtic Glasgow  | 2:3                   | Ibrox Park     | 060.000   |
| 014. | Scottish League Cup 1960/61 | Gruppenphase  | 3. Sep. 1960  | Celtic Glasgow  | Glasgow Rangers | 1:2                   | Celtic Park    | 060.000   |
| 015. | Scottish League Cup 1963/64 | Gruppenphase  | 10. Aug. 1963 | Celtic Glasgow  | Glasgow Rangers | 0:3                   | Celtic Park    | 060.000   |
| 016. | Scottish League Cup 1963/64 | Gruppenphase  | 24. Aug. 1963 | Glasgow Rangers | Celtic Glasgow  | 3:0                   | Ibrox Park     | 065.000   |
| 017. | Scottish League Cup 1964/65 | Finale        | 24. Okt. 1964 | Glasgow Rangers | Celtic Glasgow  | 2:1                   | Hampden Park   | 091.000   |
| 018. | Scottish League Cup 1965/66 | Finale        | 23. Okt. 1965 | Celtic Glasgow  | Glasgow Rangers | 2:1                   | Hampden Park   | 107.609   |
| 019. | Scottish League Cup 1966/67 | Finale        | 29. Okt. 1966 | Celtic Glasgow  | Glasgow Rangers | 1:0                   | Hampden Park   | 094.532   |
| 020. | Scottish League Cup 1967/68 | Gruppenphase  | 16. Aug. 1967 | Glasgow Rangers | Celtic Glasgow  | 1:1                   | Ibrox Park     | 094.168   |
| 021. | Scottish League Cup 1967/68 | Gruppenphase  | 30. Aug. 1967 | Celtic Glasgow  | Glasgow Rangers | 3:1                   | Celtic Park    | 075.000   |
| 022. | Scottish League Cup 1968/69 | Gruppenphase  | 10. Aug. 1968 | Glasgow Rangers | Celtic Glasgow  | 0:2                   | Ibrox Park     | 080.000   |
| 023. | Scottish League Cup 1968/69 | Gruppenphase  | 24. Aug. 1968 | Celtic Glasgow  | Glasgow Rangers | 1:0                   | Celtic Park    | 075.000   |
| 024. | Scottish League Cup 1969/70 | Gruppenphase  | 13. Aug. 1969 | Glasgow Rangers | Celtic Glasgow  | 2:1                   | Ibrox Park     | 071.645   |
| 025. | Scottish League Cup 1969/70 | Gruppenphase  | 20. Aug. 1969 | Celtic Glasgow  | Glasgow Rangers | 1:0                   | Celtic Park    | 070.000   |
| 026. | Scottish League Cup 1970/71 | Finale        | 24. Okt. 1970 | Glasgow Rangers | Celtic Glasgow  | 1:0                   | Hampden Park   | 106.263   |
| 027. | Scottish League Cup 1971/72 | Gruppenphase  | 14. Aug. 1971 | Celtic Glasgow  | Glasgow Rangers | 2:0                   | Celtic Park    | 072.500   |
| 028. | Scottish League Cup 1971/72 | Gruppenphase  | 28. Aug. 1971 | Glasgow Rangers | Celtic Glasgow  | 0:3                   | Ibrox Park     | 074.000   |
| 029. | Scottish League Cup 1973/74 | Gruppenphase  | 18. Aug. 1973 | Glasgow Rangers | Celtic Glasgow  | 1:2                   | Ibrox Park     | 063.173   |
| 030. | Scottish League Cup 1973/74 | Gruppenphase  | 25. Aug. 1973 | Celtic Glasgow  | Glasgow Rangers | 1:3                   | Celtic Park    | 057.000   |
| 031. | Scottish League Cup 1973/74 | Halbfinale    | 5. Dez. 1973  | Celtic Glasgow  | Glasgow Rangers | 3:1                   | Hampden Park   | 054.864   |
| 032. | Scottish League Cup 1975/76 | Finale        | 25. Okt. 1975 | Glasgow Rangers | Celtic Glasgow  | 1:0                   | Hampden Park   | 057.806   |
| 033. | Scottish League Cup 1977/78 | Finale        | 18. März 1978 | Glasgow Rangers | Celtic Glasgow  | 2:1                   | Hampden Park   | 060.168   |
| 034. | Scottish League Cup 1978/79 | Halbfinale    | 13. Dez. 1978 | Glasgow Rangers | Celtic Glasgow  | 3:2 n. V.             | Hampden Park   | 049.432   |
| 035. | Scottish League Cup 1982/83 | Finale        | 4. Dez. 1982  | Celtic Glasgow  | Glasgow Rangers | 2:1                   | Hampden Park   | 055.372   |
| 036. | Scottish League Cup 1983/84 | Finale        | 25. März 1984 | Glasgow Rangers | Celtic Glasgow  | 3:2 n. V.             | Hampden Park   | 066.369   |
| 037. | Scottish League Cup 1986/87 | Finale        | 26. Okt. 1986 | Glasgow Rangers | Celtic Glasgow  | 2:1                   | Hampden Park   | 074.219   |
| 038. | Scottish League Cup 1990/91 | Finale        | 28. Okt. 1990 | Glasgow Rangers | Celtic Glasgow  | 2:1                   | Hampden Park   | 062.817   |
| 039. | Scottish League Cup 1993/94 | Halbfinale    | 22. Sep. 1993 | Glasgow Rangers | Celtic Glasgow  | 1:0                   | Ibrox Park     | 047.420   |
| 040. | Scottish League Cup 1995/96 | Viertelfinale | 19. Sep. 1995 | Celtic Glasgow  | Glasgow Rangers | 0:1                   | Celtic Park    | 032.789 1 |
| 041. | Scottish League Cup 2000/01 | Halbfinale    | 7. Feb. 2001  | Celtic Glasgow  | Glasgow Rangers | 3:1                   | Hampden Park   | 050.000   |
| 042. | Scottish League Cup 2001/02 | Halbfinale    | 5. Feb. 2002  | Glasgow Rangers | Celtic Glasgow  | 2:1 n. V.             | Hampden Park   | 043.457   |
| 043. | Scottish League Cup 2002/03 | Finale        | 16. März 2003 | Celtic Glasgow  | Glasgow Rangers | 1:2                   | Hampden Park   | 052.000   |
| 044. | Scottish League Cup 2004/05 | Viertelfinale | 10. Nov. 2004 | Glasgow Rangers | Celtic Glasgow  | 2:1 n. V.             | Ibrox Stadium  | 047.298   |
| 045. | Scottish League Cup 2005/06 | Viertelfinale | 9. Nov. 2005  | Celtic Glasgow  | Glasgow Rangers | 2:0                   | Celtic Park    | 057.183   |
| 046. | Scottish League Cup 2008/09 | Finale        | 15. März 2009 | Glasgow Rangers | Celtic Glasgow  | 0:2 n. V.             | Hampden Park   | 051.193   |
| 047. | Scottish League Cup 2010/11 | Finale        | 20. März 2011 | Celtic Glasgow  | Glasgow Rangers | 1:2 n. V.             | Hampden Park   | 051.181   |
| 048. | Scottish League Cup 2014/15 | Halbfinale    | 1. Feb. 2015  | Celtic Glasgow  | Glasgow Rangers | 2:0                   | Hampden Park   | 050.925   |
| 049. | Scottish League Cup 2016/17 | Halbfinale    | 23. Okt. 2016 | Glasgow Rangers | Celtic Glasgow  | 0:1                   | Hampden Park   | 050.697   |
| 050. | Scottish League Cup 2019/20 | Finale        | 8. Dez. 2019  | Glasgow Rangers | Celtic Glasgow  | 0:1                   | Hampden Park   | 051.117   |
| 051. | Scottish League Cup 2022/23 | Finale        | 26. Feb. 2023 | Glasgow Rangers | Celtic Glasgow  | 1:2                   | Hampden Park   | 049.529   |
| 052. | Scottish League Cup 2024/25 | Finale        | 15. Dez. 2024 | Celtic Glasgow  | Glasgow Rangers | 3:3 n. V. (5:4 i. E.) | Hampden Park   | 049.420   |

## Titelvergleich
Die beiden Glasgower Clubs gehören zu den erfolgreichsten Clubs im europäischen wie im weltweiten Fußball. Eine Aufstellung der wichtigsten Titel im Direktvergleich.
| Celtic Glasgow |                                                       | Glasgow Rangers |
| --- | ----------------------------------------------------- | --- |
| 55 1893, 1894, 1896, 1898, 1905, 1906, 1907, 1908, 1909, 1910, 1914, 1915, 1916, 1917, 1919, 1922, 1926, 1936, 1938, 1954, 1966, 1967, 1968, 1969, 1970, 1971, 1972, 1973, 1974, 1977, 1979, 1981, 1982, 1986, 1988, 1998, 2001, 2002, 2004, 2006, 2007, 2008, 2012, 2013, 2014, 2015, 2016, 2017, 2018, 2019, 2020, 2022, 2023, 2024, 2025 | Meisterschaft                                         | 55 1891, 1899, 1900, 1901, 1902, 1911, 1912, 1913, 1918, 1920, 1921, 1923, 1924, 1925, 1927, 1928, 1929, 1930, 1931, 1933, 1934, 1935, 1937, 1939, 1947, 1949, 1950, 1953, 1956, 1957, 1959, 1961, 1963, 1964, 1975, 1976, 1978, 1987, 1989, 1990, 1991, 1992, 1993, 1994, 1995, 1996, 1997, 1999, 2000, 2003, 2005, 2009, 2010, 2011, 2021 |
| 42 1892, 1899, 1900, 1904, 1907, 1908, 1911, 1912, 1914, 1923, 1925, 1927, 1931, 1933, 1937, 1951, 1954, 1965, 1967, 1969, 1971, 1972, 1974, 1975, 1977, 1980, 1985, 1988, 1989, 1995, 2001, 2004, 2005, 2007, 2011, 2013, 2017, 2018, 2019, 2020, 2023, 2024                                                                               | Pokalsieg                                             | 34 1894, 1897, 1898, 1903, 1928, 1930, 1932, 1934, 1935, 1936, 1948, 1949, 1950, 1953, 1960, 1962, 1963, 1964, 1966, 1973, 1976, 1978, 1979, 1981, 1992, 1993, 1996, 1999, 2000, 2002, 2003, 2008, 2009, 2022 |
| 22 1957, 1958, 1966, 1967, 1968, 1969, 1970, 1975, 1983, 1998, 2000, 2001, 2006, 2009, 2015, 2017, 2018, 2019, 2020, 2022, 2023, 2025 | Ligapokal                                             | 28 1947, 1949, 1961, 1962, 1964, 1965, 1971, 1976, 1978, 1979, 1982, 1984, 1985, 1987, 1988, 1989, 1991, 1993, 1994, 1997, 1999, 2002, 2003, 2005, 2008, 2010, 2011, 2024 |
| 1 1967 | Europapokal der Landesmeister / UEFA Champions League | 0 |
| 0 | Europapokal der Pokalsieger                           | 1 1972 |
| 0 | UEFA-Pokal / UEFA Europa League                       | 0 |
| 0 | UEFA Conference League                                | 0 |
| 0 | UEFA Super Cup                                        | 0 |
| 0 | Weltpokal / FIFA-Klub-Weltmeisterschaft               | 0 |